# 聖佩德羅 (新墨西哥州)
聖佩德羅（英語：San Pedro）是位於美國新墨西哥州聖菲縣的普查規定居民點。

## 人口
根據2020年美國人口普查的數據，聖佩德羅的面積為25.29平方千米，皆為陸地。當地共有人口205人，而人口密度為每平方千米8.11人。